# IC 2115
IC 2115 — галактика типу * (зірка) у сузір'ї Золота Риба.
Цей об'єкт міститься в оригінальній редакції індексного каталогу.